# 西洞院時慶
西洞院 時慶（にしのとういん ときよし）は、安土桃山時代から江戸時代前期にかけての公家・歌人・医者。権大納言・飛鳥井雅綱の孫。安居院僧正・覚澄の子。官位は従二位・参議。西洞院家9代当主。号は松庵。

## 経歴
河鰭季富の養子となり、河鰭公虎（かわばた きんとら）と名乗る。その後、叔父の飛鳥井雅春の養子となり飛鳥井公虎を名乗ったのち、西洞院時当（ときまさ）の養子となり、天正3年（1575年）に西洞院家の家督を相続する。孝蔵主を通じて高台院と親交があった。
六条有広と共に日本初の活版印刷である慶長勅版に携わる。慶長年間に後陽成天皇の勅許を得て、荒廃していた平野神社を再建した。寛永元年（1624年）8月26日に出家、法名「円空」。
寛永3年（1626年）7月24日、徳川秀忠・家光に従い上洛した伊達政宗が催した香席に、近衛信尋・一条兼遐兄弟らと共に、子の平松時庸と招かれており、その「饗応香会の記」が日本に現存する最古の香記録として残る（個人蔵）。
彼の日記は『時慶記』として残り、宮中を始めとして武家や芸能まで幅広い交際をうかがわせる。

## 系譜
- 父：覚澄 - 飛鳥井雅綱庶長子。安居院僧正。
- 母：不詳
- 正室：葛岡玄仲の娘
  - 女子：西洞院時子（もしくは慶子）（? - 1661年） - 後陽成院後宮、勘解由小路局
- 側室：家女房
  - 長男：西洞院時直（1584年 - 1636年）
  - 次男：平松時庸（1599年 - 1654年）  - 平松家祖
- 生母不明の子女
  - 男子：善忠 - 東福寺、号善恵軒
  - 男子：日勇 - 妙伝寺
  - 五男：長谷忠康（1612年 - 1669年） - 長谷家祖
  - 六男：交野時貞（1614年 - 1681年） - 交野家祖
  - 女子：万 - 南部利直養女
  - 女子：中和門院女房
  - 女子：新上東門院新中納言局
  - 女子：西洞院行子（石井局）（? - 1678年） - 東福門院上臈、宣旨局、石井家創設
  - 女子：姉小路公景室